# Семнан (космодром)

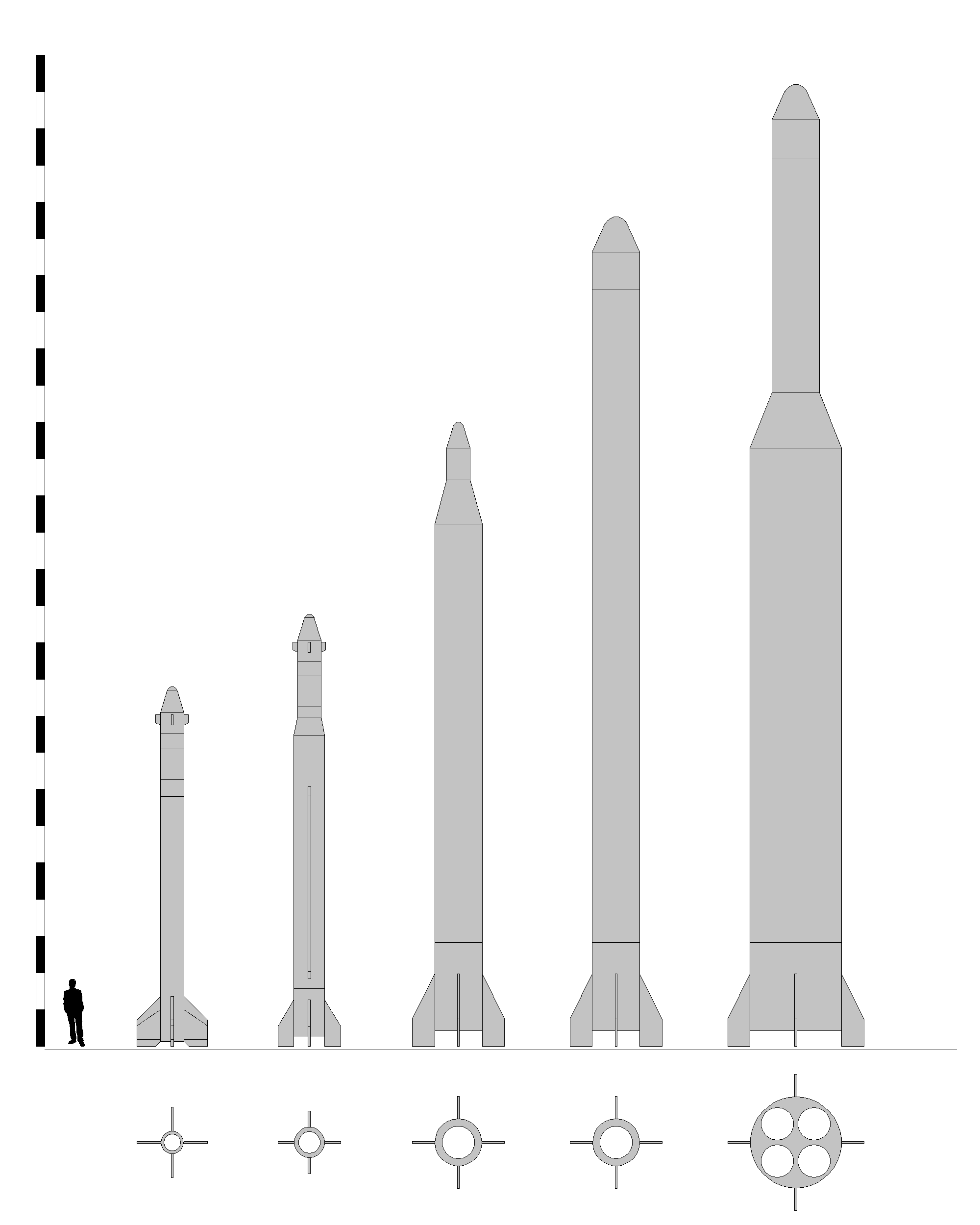
Carrier rocket
- Kavoshgar-C
- Kavoshgar-D
- Kavoshgar-1
- Safir
- Simorgh

Семна́н (перс. سمنان‎) — иранский ракетный полигон. Имеет пусковую установку для ракет-носителей легкого класса. Расположен в пустыне Деште-Кевир, в остане Семнан, недалеко от одноименного города на севере Ирана.
С космодрома Семнан был осуществлен первый удачный космический запуск в Иране: 2 февраля 2009 года ракетой-носителем «Сафир» был выведен на орбиту спутник «Омид». Также и последующие аппараты запускались и планируются к запуску с этого космодрома.
Частью космического центра Семнан является космопорт Имам Хомейни.